# Andrzej Liebich

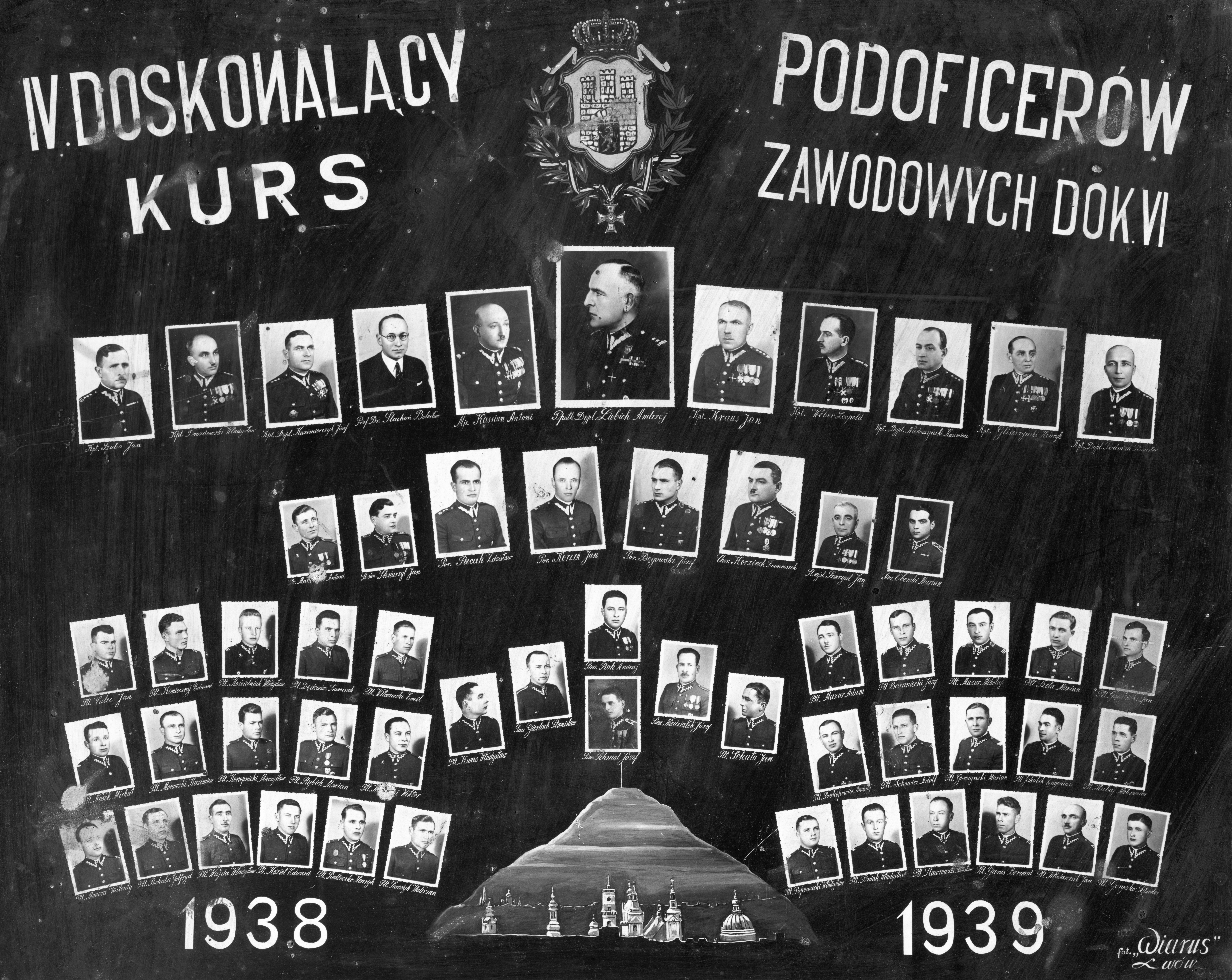
Tableau słuchaczy IV Doskonalącego Kursu Podoficerów Zawodowych DOK VI zorganizowanego w latach 1938–1939 przy 40 pp. Na tableau m.in. fotografia ppłk dypl. Andrzeja Liebicha

Andrzej Bronisław Bruno Liebich (ur. 12 sierpnia 1893 w Rytwianach, zm. 8 lutego 1958 w Montrealu) – polski historyk wojskowości, pułkownik dyplomowany piechoty Wojska Polskiego.

## Życiorys
Andrzej Bronisław Bruno Liebich urodził się 12 sierpnia 1893 roku w Rytwianach, w powiecie sandomierskim ówczesnej guberni radomskiej. Był uczniem Gimnazjum gen. Pawła Chrzanowskiego w Warszawie, następnie studiował prawo na Uniwersytecie Moskiewskim. Walczył w wojnie polsko-bolszewickiej, po jej zakończeniu studiował w Szkole Nauk Politycznych w Warszawie.
Od 2 listopada 1923 roku do 15 października 1924 roku był słuchaczem III Kursu Doszkolenia Wyższej Szkoły Wojennej w Warszawie. Po ukończeniu kursu i otrzymaniu dyplomu naukowego oficera Sztabu Generalnego został przydzielony do dowództwa 17 Wielkopolskiej Dywizji Piechoty w Gnieźnie na stanowisko szefa sztabu. 1 grudnia 1924 roku awansował na majora ze starszeństwem z dniem 15 sierpnia 1924 roku i 219. lokatą w korpusie oficerów piechoty. 14 października 1926 roku został przeniesiony z Inspektoratu Armii Nr 2 do Generalnego Inspektoratu Sił Zbrojnych na stanowisko oficera sztabu inspektora armii, generała broni Lucjana Żeligowskiego. 31 października 1927 roku otrzymał przeniesienie do 32 pułku piechoty w Modlinie, w którym odbył staż liniowy na stanowisku dowódcy I batalionu. 29 stycznia 1929 roku otrzymał przeniesienie do Oddziału III Sztabu Głównego w Warszawie. Na podpułkownika awansował ze starszeństwem z dniem 1 stycznia 1931 roku i 28. lokatą w korpusie oficerów piechoty. Z dniem 1 lipca 1931 roku został przeniesiony na stanowisko attaché wojskowego na Łotwie i w Estonii z siedzibą w Rydze. Po powrocie do kraju został zastępcą dowódcy 40 pułku piechoty Dzieci Lwowskich we Lwowie. Od 12 stycznia 1937 roku dowodził tym oddziałem. 24 marca 1937 roku został przydzielony do Departamentu Dowodzenia Ogólnego Ministerstwa Spraw Wojskowych w Warszawie na stanowisko zastępcy szefa departamentu. Zarządzeniem ministra spraw wojskowych z 23 grudnia 1937 został mianowany kierownikiem organizacyjnym Legii Akademickich we Lwowie, niezależnie od dotychczasowych funkcji etatowych. Na pułkownika awansował ze starszeństwem z dniem 19 marca 1939 roku i 11. lokatą w korpusie oficerów piechoty.
W godzinach popołudniowych 10 września 1939 roku w Teremnie objął obowiązki szefa Departamentu Dowodzenia Ogólnego MSWojsk. 18 września 1939 roku przekroczył granicę z Rumunią i zdał broń w miejscowości Storożyniec. 23 września 1939 roku w Tulcea został szefem sztabu generała broni Leona Berbeckiego. Od 11 listopada 1939 roku w Babadag pełnił funkcję delegata Wojska Polskiego Okręgu Internowania Babadag. Następnie przedostał się do Francji, gdzie kierował Biurem Rejestracyjnym Ministerstwa Spraw Wojskowych w Paryżu, pod koniec kampanii francuskiej kierował ewakuacją wojsk polskich w Wielkiej Brytanii. Od sierpnia 1940 roku do maja 1942 roku był attaché wojskowym w Lizbonie i Madrycie, Następnie kierował Biurem Ogólno Organizacyjnym w Ministerstwie Obrony Narodowej. Po zakończeniu wojny współpracował z Komisją Historyczną Sztabu Generalnego, w 1947 wydał pracę Na obcej ziemi: Polskie Siły Zbrojne 1939–1945. Zmarł 8 lutego 1958 roku na stacji metra w Montrealu, na zawał serca.

## Ordery i odznaczenia
- Krzyż Niepodległości (20 lipca 1932)[17]
- Krzyż Walecznych (dwukrotnie)
- Srebrny Krzyż Zasługi (2 marca 1925)[18]
- Odznaka Pamiątkowa Generalnego Inspektora Sił Zbrojnych (12 maja 1936)
- Krzyż Komandorski Orderu Krzyża Białego Związku Obrony (Estonia, 1936)[19]
- Order Krzyża Orła III klasy (Estonia, 1936)[19][20]
- Krzyż Oficerski Orderu Trzech Gwiazd (Łotwa, przed 1936)[21]
- Medal Zwycięstwa („Médaille Interalliée”)